# A Charlie Brown Celebration
A Charlie Brown Celebration è uno speciale televisivo d'animazione del 1982 diretto da Bill Melendez. È il ventitreesimo speciale basato sui Peanuts di Charles M. Schulz, che appare nel prologo in live action, e il primo della durata di un'ora. È stato distribuito in streaming su Apple TV+ con il titolo È la tua festa, Charlie Brown.
Il film è stato trasmesso negli Stati Uniti su CBS il 24 maggio 1982 e ha ricevuto una nomination per un Premio Emmy.

## Trama
Charles M. Schulz introduce una serie di storie in cui la gang dei Peanuts è coinvolta in diverse attività, come una partita di baseball e una gita scolastica.

## Produzione
Il film è il primo della serie a essere costituito da diverse storie brevi, un formato già sperimentato parzialmente in Non c'è tempo per l'amore, Charlie Brown!, e in seguito ampiamente riutilizzato nella serie The Charlie Brown and Snoopy Show, e negli speciali: È un'avventura Charlie Brown, Sei un buon uomo, Charlie Brown, Snoopy!!! The Musical e Charlie Brown e il racconto di Natale.
Alcune animazioni e idee presenti nel film sono riciclate da Non c'è tempo per l'amore, Charlie Brown! e Preferisco Beethoven, mentre altre idee sono state riutilizzate per The Charlie Brown and Snoopy Show.

## Distribuzione

### Edizione italiana
Il film è stato trasmesso in Italia nel 1983 su Canale 5, anche diviso in due episodi. Successivamente, è stato ridoppiato per la trasmissione su Junior TV, all'interno della serie The Charlie Brown and Snoopy Show. Nel 2023 è stato distribuito in streaming su Apple TV+ con un terzo doppiaggio per la serie I classici Peanuts. Nel prologo in live action Schulz è doppiato da Walter Peraro nel secondo doppiaggio e da Massimo De Ambrosis nel terzo.

### Doppiaggio
| Personaggio    | Doppiatore originale | Doppiatore italiano (1982) | Doppiatore italiano (anni 90) | Doppiatore italiano (2023) |
| -------------- | -------------------- | -------------------------- | ----------------------------- | -------------------------- |
| Charlie Brown  | MIchael Mandy        | Daniela Fava               | Martino Consoli               | Arturo Sorino              |
| Snoopy         | Bill Melendez        | Bill Melendez              | Bill Melendez                 | Bill Melendez              |
| Woodstock      | Bill Melendez        | Bill Melendez              | Bill Melendez                 | Bill Melendez              |
| Lucy Van Pelt  | Kristen Fullerton    | Graziella Porta            | Renata Bertolas               | Sara Labidi                |
| Linus Van Pelt | Earl Reilly          | Lisa Mazzotti              | Renata Bertolas               | Alberto Pilara             |
| Sally Brown    | Cindi Reilly         | Laura Merli                | Angiolina Gobbi               | Matilde Ferraro            |
| Eudora         | Casey Carslon        |                            | Angiolina Gobbi               |                            |
| Truffles       | Casey Carslon        |                            |                               |                            |
| Marcie         | Shannon Cohn         | Milena Albieri             |                               | Bianca Demofonti           |
| Piperita Patty | Brent Hauer          | Laura Merli                | Francesca Vettori             | Ilaria Pellicone           |
| Schroeder      | Christopher Donohoe  | Milena Albieri             | Guido Bettali                 | Davide Doviziani           |
| Franklin       | Christopher Donohoe  | Lisa Mazzotti              | Giuseppe Calvetti             | Valerio Corini             |

### Edizioni home video
Il film è stato distribuito con il secondo doppiaggio da Hobby & Work in VHS e DVD.

## Riconoscimenti
1982 – Primetime Emmy Awards
- Nomination Outstanding Animated Program a Lee Mendelson e Bill Melendez